# Vintage S
A Vintage S Hajasibara Megumi kislemez-válogatásalbuma, mely 2000. április 26-án jelent meg King Records kiadó jóvoltából jelent meg. Az albumon nagyrészt olyan dalok szerepelnek, melyek korábban nem jelentek meg albumokon.

## Dalok listája
1. Give a Reason 4:27
2. Infinity 4:30
3. Going History 4:34
4. Until Strawberry Sherbet 5:00
5. Midnight Blue 5:35
6. Touch Yourself 5:09
7. Raging Waves 5:01
8. Szorekara 4:56
9. Successful Mission 4:10
10. Fine Colorday 4:48
11. Lively Motion 4:37
12. Proof of Myself 5:50
13. A House Cat 4:14
14. Ojaszumi Naszai, Asita va Ohajó 4:35
15. Nidzsi Iro no Sneaker 4:16

## Albumon szereplő kislemezek
- Give a Reason (1996. április 24.)
- Infinity (1998. április 24.)
- Going History (1995. december 6.)
- Until Strawberry Sherbet (1994. május 25.)
- Midnight Blue (1995. július 21.)
- Kagirinai Jokubó no Nakani (1996. május 22.)
- Raging Waves (1998. július 3.)
- Question at Me (1999. május 28.)
- Successful Mission (1996. október 23.)
- Fine Colorday (1998. február 4.)
- Proof of Myself (1998. október 23.)
- A House Cat (1998. szeptember 4.)
- Nidzsi Iro no Sneaker (1991. március 5.)